# オレグ・イワノフ
オレグ・イワノフ（ロシア語: Олег Александрович Иванов、1986年8月4日 - ）は、ロシアのサッカー選手。ポジションはミッドフィールダー。FCウファ所属。

## 経歴

### クラブ
FCスパルタク・モスクワのアカデミー出身だが、サッカーを始めたころの1994年から1996年まではFCロコモティフ・モスクワのアカデミーに所属していた。FCヒムキ、FCクバン・クラスノダールでのプレーを経て、2008年1月にクリリヤ・ソヴェトフ・サマーラと4年契約を結び、評価を確立させた。
2011年12月24日にFCテレク・グロズヌイ（現・FCアフマト・グロズヌイ）へ移籍。背番号は一貫して99を着けていたが、テレクでは背番号99は既に埋まっていたため、19を着けることになった。
2021年1月21日、FCウファに1年半契約で移籍した。

### 代表
U-19、U-21代表でのプレーを経て、UEFA EURO 2008予選では出場はおろか、ベンチ入りもせず、親善試合にすらも呼ばれたことがなかったが、当時所属していたクリリヤ・ソヴェトフ・サマーラでの活躍がロシア代表（当時）のフース・ヒディンク監督の目に止まり、UEFA EURO 2008の予備登録26人のメンバーに選出された。大方の予想通り、一度は登録23人から落選したが、2008年6月7日、パヴェル・ポグレブニャクが膝の負傷で離脱し、追加でエントリーメンバーに選出された。ただし、出場する機会は訪れず、ヒディンク体制終了並びにディック・アドフォカート体制では一切呼ばれず、ファビオ・カペッロ体制でも2013年2月の親善試合に招集されただけにとどまったが、2015年6月7日のベラルーシ戦で代表初招集から7年越しにデビューを飾った。UEFA EURO 2016予選ではカペッロ監督最後の采配となったオーストリア戦のみの出場に終わったが、ユーリ・ジルコフの怪我による実質代替選手としてエントリーメンバー入りした。スタニスラフ・チェルチェソフ監督に代わってからは招集されなくなり、代表キャップは2016年時点で5にとどまっている。